# Václav Hanka

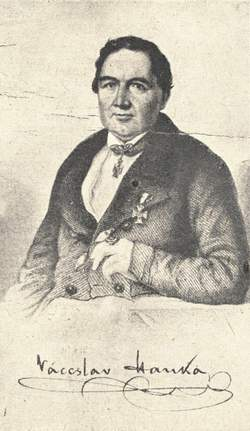
Váceslav Hanka

Václav Hanka (auch: Váceslav, Váceslavič, deutsch: Wenzel (Wenzeslaus) Hanka; * 10. Juni 1791 in Hořiněves; † 12. Januar 1861 in Prag, Kaisertum Österreich) war ein tschechischer Sprachwissenschaftler und Schriftsteller.

## Leben

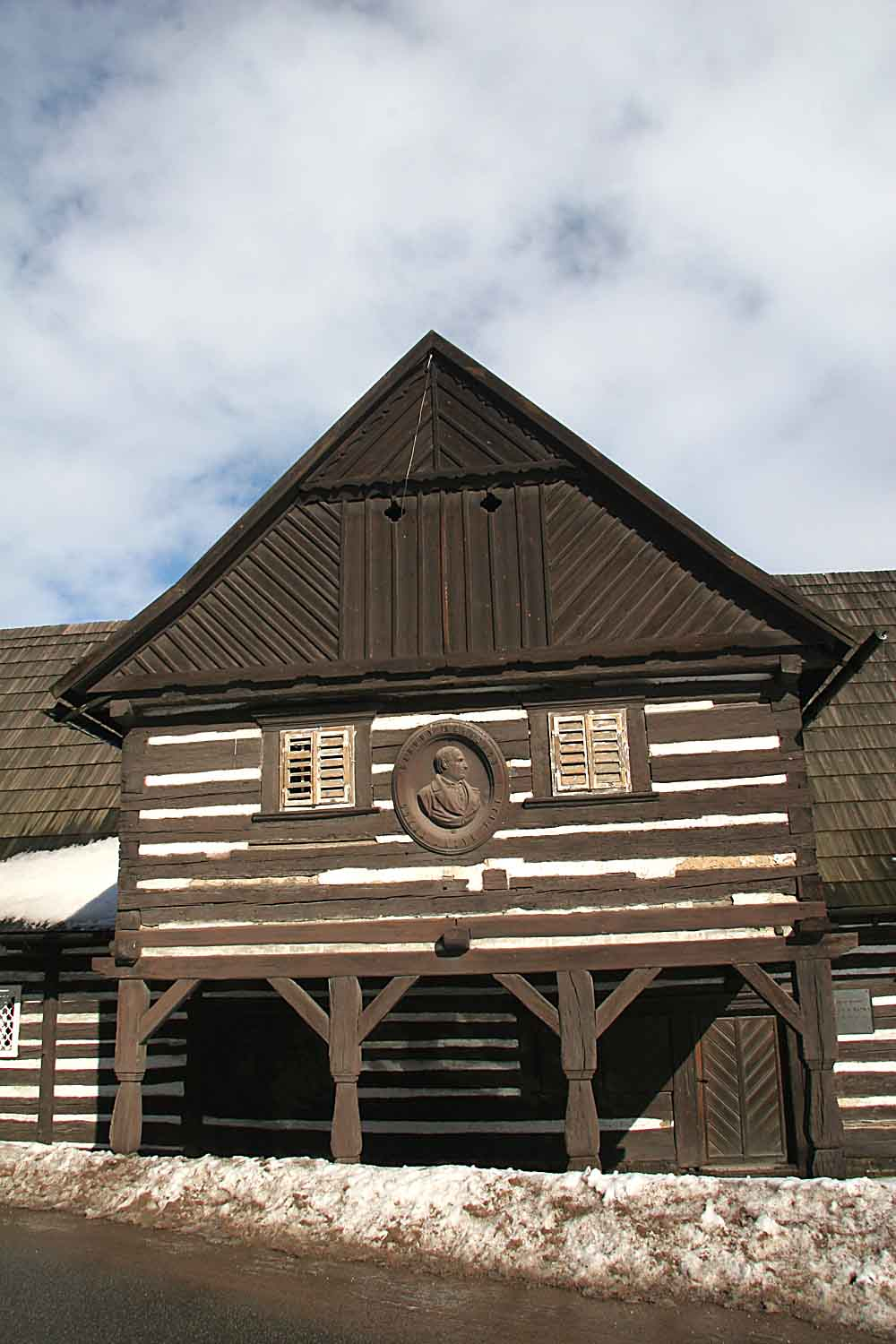
Hankas Geburtshaus

Václav Hanka besuchte das Gymnasium des Ordens der Jesuiten in Hradec Králové, das er 1809 mit dem Abitur abschloss. Anschließend studierte er Philosophie an der Karls-Universität Prag und von 1813 bis 1814 Rechtswissenschaften an der Universität Wien. Zurückgekehrt nach Prag, beschäftigte er sich mit slawischer Sprachforschung und war Lieblingsschüler des Josef Dobrovský, dessen Rechtschreibreform der tschechischen Sprache er förderte. Seit 1818 war Wenzel Hanka Vorsteher der literarischen Sammlung im böhmischen Nationalmuseum in Prag, wurde 1848 Dozent und nach 1849 supplierender Professor für slawische Sprachen an der Karls-Universität Prag.

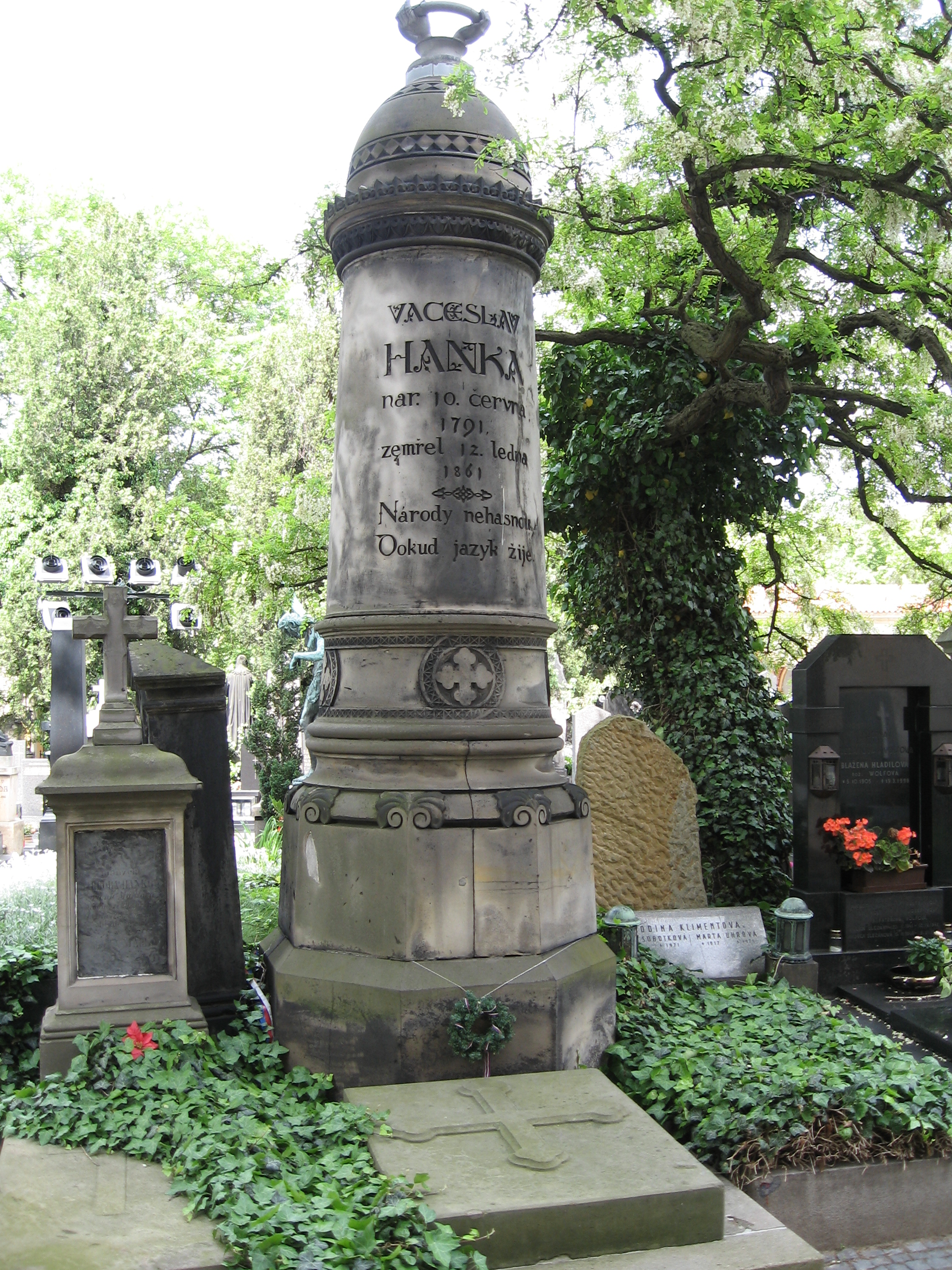
Hankas Grab auf dem Vyšehrader Friedhof

Bekannt wurde Hanka durch zwei Handschriften, die Königinhofer Handschrift und die Grünberger Handschrift, welche er 1817 bzw. 1818 meisterhaft zur Vortäuschung tschechischer Heldenepen und lyrischer Texte aus dem 13. und 14. Jahrhundert zusammen mit Václav Alois Svoboda und Josef Linda fälschte. Hanka gab die Texte auch auf Neutschechisch heraus, von Svoboda erschien im Jahr 1819 eine Übersetzung ins Deutsche, die Goethe kannte und schätzte. Die ersten Zweifel an der Echtheit dieser Texte meldete im Jahr 1824 Jernej Kopitar an. Nach einer langen Kontroverse gelten die angeblich aufgefundenen Texte seit 1886 als Fälschung der drei bereits genannten Autoren.
Tomáš Garrigue Masaryk, der spätere 1. Präsident der Tschechoslowakei, ließ im Jahr 1886 in dem von ihm in Prag herausgegebenen Monatsmagazin Athenaeum die Gegner im Streit um die Echtheit der Königinhofer Handschrift und der Grünberger Handschrift zu Wort kommen.
Trotz des Nachweises der Fälschung gab es Auseinandersetzungen um die Echtheit der Handschriften bis in das 20. Jahrhundert hinein.
Zu beiden Handschriften publizierte Wenzel Hanka Studien und veranlasste Übersetzungen nicht nur ins Deutsche, sondern auch in weitere europäische Sprachen. Denn es ging in der Zunahme des tschechischen nationalen Selbstbewusstseins um den Nachweis, es sei parallel zur mittelhochdeutschen Epik und Lyrik Entsprechendes auch in der tschechischen Nationalliteratur vorhanden. In dieser Zeit der aufkommenden Nationalismen in Europa hatten derartige kulturelle Fragen auch eine starke politische Komponente. So kann ein Historiker am Ende des 20. Jahrhunderts urteilen: Ihre besondere Bedeutung hätten diese „angeblich mittelalterliche[n], in Wahrheit aber von ihm [gemeint: Hanka] gefälschte[n], alttschechische[n] Dichtungen [...]“ durch die Verwendung als authentisch und echt in František Palackýs Geschichte Böhmens erhalten, so dass „sich auch die scharfe antideutsche Tendenz dieser nationalistischen Machwerke politisch negativ aus[wirkte].“
1841 wurde er korrespondierendes Mitglied der Akademie der Wissenschaften in Sankt Petersburg.

## Werke
Gesamtverzeichnis der Veröffentlichungen von Wenzel Hanka in: Constantin von Wurzbach: Biographisches Lexikon des Kaiserthums Oesterreich, enthaltend die Lebensskizzen der denkwürdigen Personen, welche seit 1750 in den österreichischen Kronländern geboren wurden oder darin gelebt und gewirkt haben, Band 7.